# سراغة روبرتية
السراغة الروبرتية (باللاتينية: Crepis robertioides) نوع نباتي يتبع جنس السراغة من الفصيلة النجمية.

## الموئل والانتشار
موطنها بلاد الشام.